# Эксцесс (альбом)
«Эксце́сс» — двадцатый студийный альбом советской и российской рок-группы «Алиса». Первый альбом группы, выпущенный с помощью привлечения краудфандинга.

## История создания
Первая информация об альбоме «Эксцесс» появилась осенью 2014 года, практически сразу после выхода предыдущей пластинки — «Цирк». О том, что коллектив приступил к работе над следующим диском поклонникам сообщил барабанщик Андрей Вдовиченко на своём мастер-классе. Следующая скупая порция информации появилась лишь в мае 2015 года — тогда Константин Кинчев сообщил в интервью «Нашему радио» о том, что диск выйдет в 2016 году. К середине 2016 года записана черновая версия альбома, выход которого намечен, по традиции группы, на осень. Незадолго до начала сбора денег на площадке planeta.ru лидер группы, Константин Кинчев, перенёс инфаркт. Все эти обстоятельства отразились на его обращении к фанатам:

«Дорогой алисаман! Долгие годы я продавал альбомы издателям, а теперь хочу продать его тебе. Продать, это значит: компенсировать расходы и, извини, на жизнь заработать. Цена 4000000 руб. Вполне бюджетная тема, да и кто знает, возможно „Эксцесс“, это последний альбом в истории моей жизни. Кинчев».

За первые 9 часов кампания набрала 770 тысяч рублей и установила новый рекорд в российском краудфандинге, по общей собранной сумме, который до этого принадлежал Борису Гребенщикову. Полная сумма (4 миллиона рублей) была собрана за 4 дня, к окончанию кампании было собрано свыше 11,3 млн рублей. Рекорд был побит только в 2018 году проектом по публикации русского перевода книги «Гарри Поттер и методы рационального мышления» на бумаге.
Однако следующий альбом «Посолонь» (2019) вернул группе Алиса статус рекордсменов, собрав 17,4 млн рублей сборов.
Выпуск альбома сопровождался продажей цифрового интерактивного макси-сингла, в который вошли 2 песни с альбома («Дайте каплю огня», «Rock 'n' Roll жесток») и кавер-версия на песню «Честное слово» группы «Калинов мост».
Альбом был выпущен на компакт-дисках, пластинках и ограниченным тиражом также на мини-дисках и кассетах.

## Список композиций
Все тексты написаны Константином Кинчевым.
| №   | Название              | Музыка                  | Длительность |
| --- | --------------------- | ----------------------- | ------------ |
| 1.  | «Эксцесс»             | Кинчев                  | 6:02         |
| 2.  | «Новый мир»           | Кинчев                  | 4:07         |
| 3.  | «Колобок»             | Парфёнов, Кинчев        | 4:50         |
| 4.  | «За полдня до весны»  | Лёвин, Кинчев, Самойлов | 3:27         |
| 5.  | «Шлак»                | Кинчев                  | 3:33         |
| 6.  | «Дайте каплю огня»    | Парфёнов, Кинчев        | 4:38         |
| 7.  | «Нае@али»             | Кинчев                  | 3:40         |
| 8.  | «Дети последних дней» | Парфёнов, Кинчев        | 4:05         |
| 9.  | «Rock'n'Roll жесток»  | Парфёнов, Кинчев        | 4:34         |
| 10. | «Трибунал любви»      | Кинчев                  | 5:49         |
| 11. | «Полёт»               | Кинчев                  | 6:11         |
| 12. | «Емеля»               | Кинчев                  | 5:00         |

## Участники записи
Группа «Алиса»:
- Константин Кинчев — голос, клавиши
- Дмитрий Парфёнов («Ослик») — клавиши, гитары, голос
- Пётр Самойлов — бас, голос
- Евгений Лёвин — гитары
- Игорь Романов — гитары
- Андрей Вдовиченко — барабаны

Гости:
- Alex De Rosso — гитара
- Людмила Махова — голос
- Лука Панфилов — голос

## Технические данные
- Продюсер — Константин Кинчев
- Звукозапись — «КГ звук», Санкт-Петербург
- Сведение — Д. Парфёнов на студии «КГ звук», Санкт-Петербург
- Мастеринг — Kai Blankenberg на Skyline Tonfabrik, Дюссельдорф
- Оформление — В. Цветков / J group